# Jutogh Cantonment
Jutogh Cantonment es una ciudad y acantonamiento  situada en el distrito de Shimla,  en el estado de Himachal Pradesh (India). Su población es de 2062 habitantes (2011). 

## Demografía
Según el censo de 2011 la población de Jutogh Cantonment era de 2062 habitantes, de los cuales 1434 eran hombres y 628 eran mujeres. Jutogh Cantonment tiene una tasa media de alfabetización del 90,04 %, superior a la media estatal del 82,80 %: la alfabetización masculina es del 97 %, y la alfabetización femenina del 73,04 %.